# Stadager Sogn
Stadager Sogn 

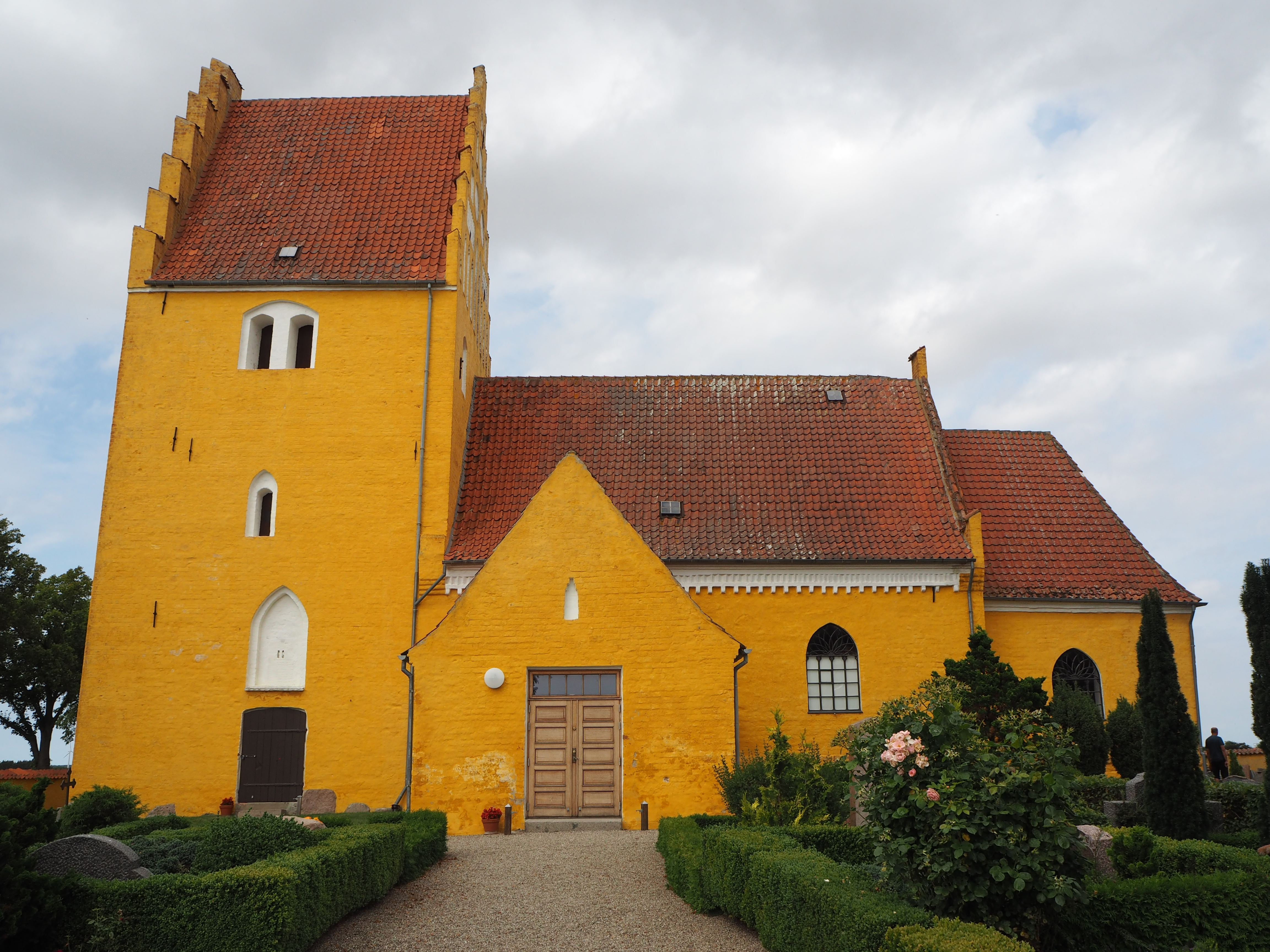
Stadager Kirke

ist eine ehemalige Kirchspielsgemeinde (dän.: Sogn) auf der Insel Falster im südlichen Dänemark. Bis 1970 gehörte sie zur Harde Falsters Nørre Herred im damaligen Maribo Amt, danach zur Nørre Alslev Kommune im Storstrøms Amt, die im Zuge der  Kommunalreform zum 1. Januar 2007 in der Guldborgsund Kommune in der Region Sjælland aufgegangen ist.
Im Kirchspiel lebten am 1. Oktober 2019 148 Einwohner. Im Kirchspiel liegt die Kirche „Stadager Kirke“.
Nachbargemeinden waren im Norden Brarup Sogn und im Osten Ønslev Sogn.
Am 1. Januar 2020 wurden Brarup Sogn, Kippinge Sogn, Nørre Vedby Sogn, Stadager Sogn und Vålse Sogn zum Nordvestfalster Sogn vereinigt.